# Midgårdsormen
- Övre vänster: Midgårdsormen i havet under Ragnarök, tecknad av norrmannen Louis Moe 1898.
- Övre höger: Midgårdsormen med sina syskon Fenrisulven och Hel, tecknad av ungraren Willy Pogany 1920.
- Undre vänster: Midgårdsormen som blir uppfiskad av Tor, tecknad av ungraren Willy Pogany 1917.
- Undre höger: Midgårdsormen i dragkamp under Tors fiskeresa, tecknad av britten William Gershom Collingwood 1908.

Midgårdsormen (fornnordiska: Miðgarðsormr, ungefär "världsormen") eller Jörmungand (Jǫrmungandr, ungefär "väldige ganden") är ett gudaväsen ur den nordiska mytologin som har formen av en jättelik sjöorm, stor nog att slingra sig kring världen och bita sin egen svans (jämför Ouroboros), bosatt i världshavet.
Midgårdsormen var enligt en myt barn till asen Loke och en jättinna som hette Angerboda. Fenrisulven och Hel var odjurets syskon. Efter religionsskiftet associerades Midgårdsormen med gamla testamentets Leviatan.

## Etymologi
Midgårdsormen (fornnordiska: Miðgarðsormr) betyder precis som det låter: ”ormen av Midgård” (alltså ungefär ”världsormen” eller ”jordens orm”), och förekommer endast hos Snorre Sturlasson i dennes prosaiska Edda.
Jörmungand (fornnordiska: Jǫrmungandr) är ormens namn i den poetiska Eddan (såsom dikten Valans spådom) och i skaldediktningen, och är en sammansättning av fornnordiska förledet jǫrmun- och efterledet gandr. Förledet är mycket sällsynt och bara belagt i fornöstnordiskan men överlever arkaiskt i isländskan som jörmun- och betyder i princip ”väldig” (med anknytning till ”välde”, ungefär ”stor, stark och helhet”). Efterledet gand har flera betydelser men avser främst något övernaturligt och avlångt väsende, såsom fornnordiska trollstavar vid samma namn (se artikeln Gand), men även stav eller käpp allmänt, samt mast, gren, penis, orm, band, älv med mera, främst i ”övernaturliga” eller ”levande” avseenden. Namnet Jörmungand har därför flera möjliga betydelser i koppling till dess mytologi, såsom: ”väldige ormen”, ”väldiga älven” – en synonym för världshavet där han dväljas, ”väldiga grenen eller käppen” – en koppling till världsträdet Yggdrasil, samt ”väldiga bandet” – ormens slingrande kring världen, en synonym för världens livscykel. I svenskan överlever regionala ättlingar av begreppet gandr. I öländskan är det belagt som gånder med betydelsen ”gren”, i blekingskan som gångel eller gangel med liknande betydelse: ”stor gren”. Även i gotländskan finns sammansättningar på gand men dess betydelse är ovisst. I Åbo-svenskan är gand och ganda belagt med betydelsen torraka, särskilt dito om barrträd, samt liknande trästycken, gander och gandra med betydelsen ”stång, mast eller dylikt, upprest som sjömärke eller igenkänningsmärke etc”.
Ormen har även kallats Ormr (”orm”) och Nádr (”giftorm”) i det poetiska källmaterialet.

## Mytologi

### Ursprung

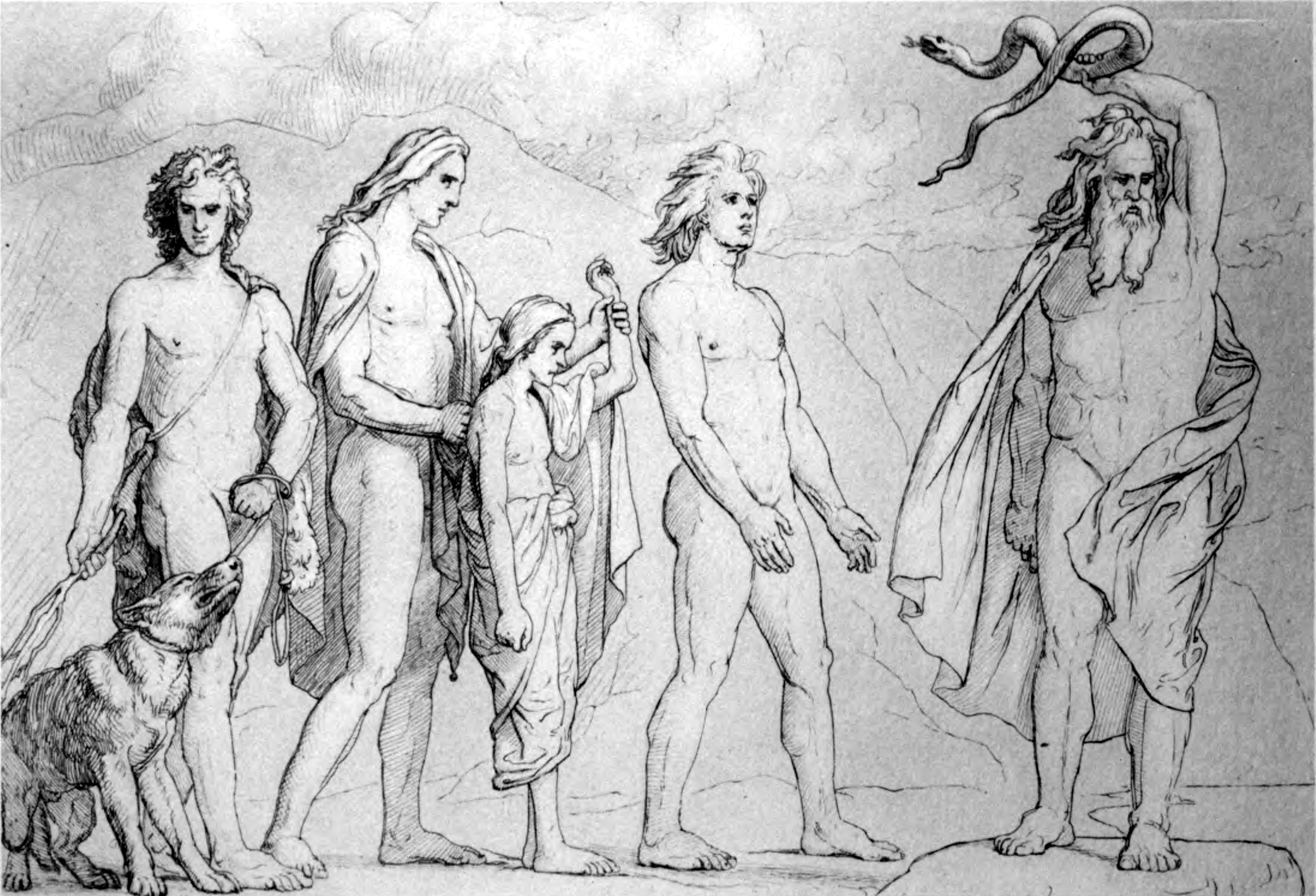
Oden som fördriver Lokes barn och kastar ormen i havet.

Ormen är avlad av asen Loke och jättinnan Angerboda, och tillhör därför traditionellt jättarnas släkte. Ormen är syskon till gudinnan Hel och Fenrisulven, samt halvsyskon till asen Narfe och hästen Sleipner. Allfadern, asen Oden, lät ursprungligen Lokes barn bo i Asgård, men då Midgårdsormen blivit alldeles för stor fann Oden det nödvändigt att göra sig av med den, varav han kastade den i världshavet. Midgårdsormen växte sig där så lång att den kunde slingra sig kring Midgård och bita sig själv i svansen.

### Sammandrabbningar med åskguden Tor
I den nordiska mytologin har Midgårdsormen haft tre välkända sammandrabbningar med åskguden Tor och har därför viss anknytning med honom. Första gången blir Tor lurad att lyfta Midgårdsormen, vilket han inte klarar av. Andra gången vill Tor ha hämnd, varvid han fiskar upp odjuret, men denne undkommer. Tredje gången stupar båda i strid mot varann under det förutspådda Ragnarök.

#### Tors färd till Utgårdaloke

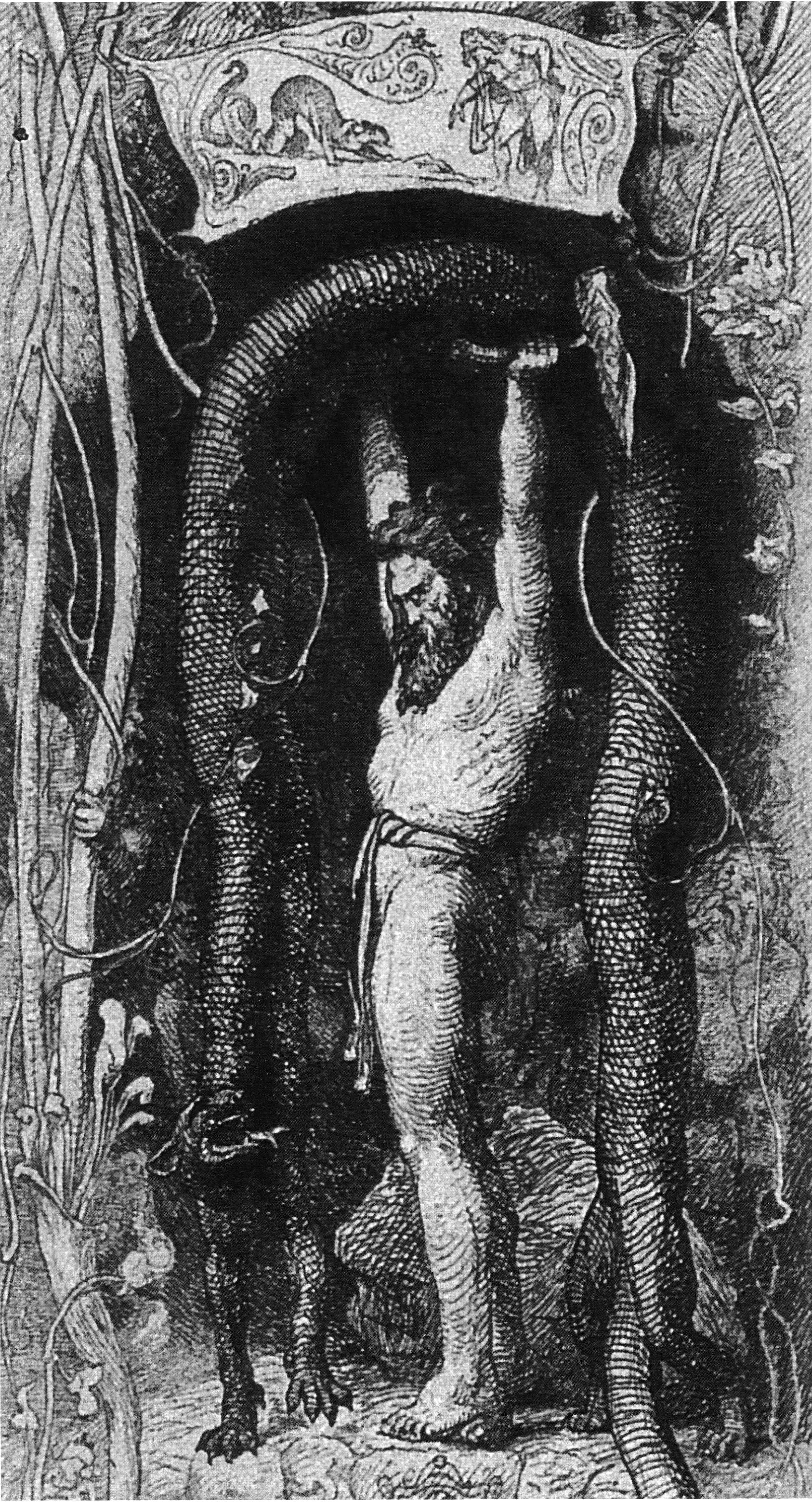
Tor som lyfter midgårsormen i skepnad av en katt.

Första gången Midgårdsormen sammandrabbas med Tor var under Tors färd till Utgård, tillsammans med Loke och Tjalve. Då fick Tor lyfta en av jättarnas katter, medan jätten Utgårdaloke förvände hans syn. Katten var i själva verket Midgårdsormen och det blev oro när han lyckades lyfta ett av dess ben. Efter detta fick dock Tor se sig besegrad och fick motta speglosor för sin ringa styrka, tills han vid berättelsens slut fick veta att han varit utsatt för trolldom.

#### Tors fiskeresa
Andra gången Midgårdsormen sammandrabbas med Tor hade Tor rott ut på havet för att fiska upp odjuret i sällskap av jätten Hymer. Tor hade då agnat med huvudet av Hymers största tjur, varav Midgårdsormen nappade och dess huvud dök upp ovanför vattenytan. Tor grep sin hammare Mjölner för att slå till honom. Då skar den vettskrämde Hymer av metreven och ormen sjönk ner i havet. Så skildras episoden i dikten Kvädet om Hymer och scenen finns återgiven på tre bildstenar från vikingatiden (såsom stenen vid Altuna kyrka).

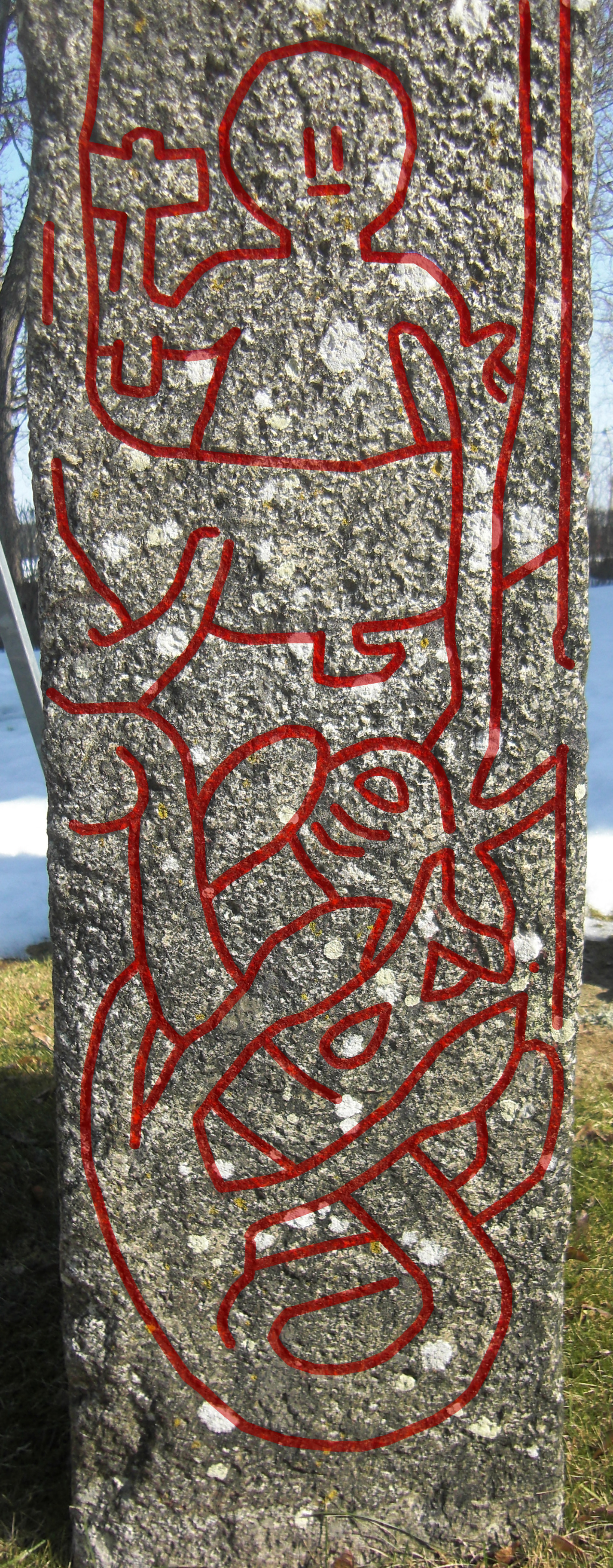
Runristning av Tors fiske på Runinskrift U 1161.
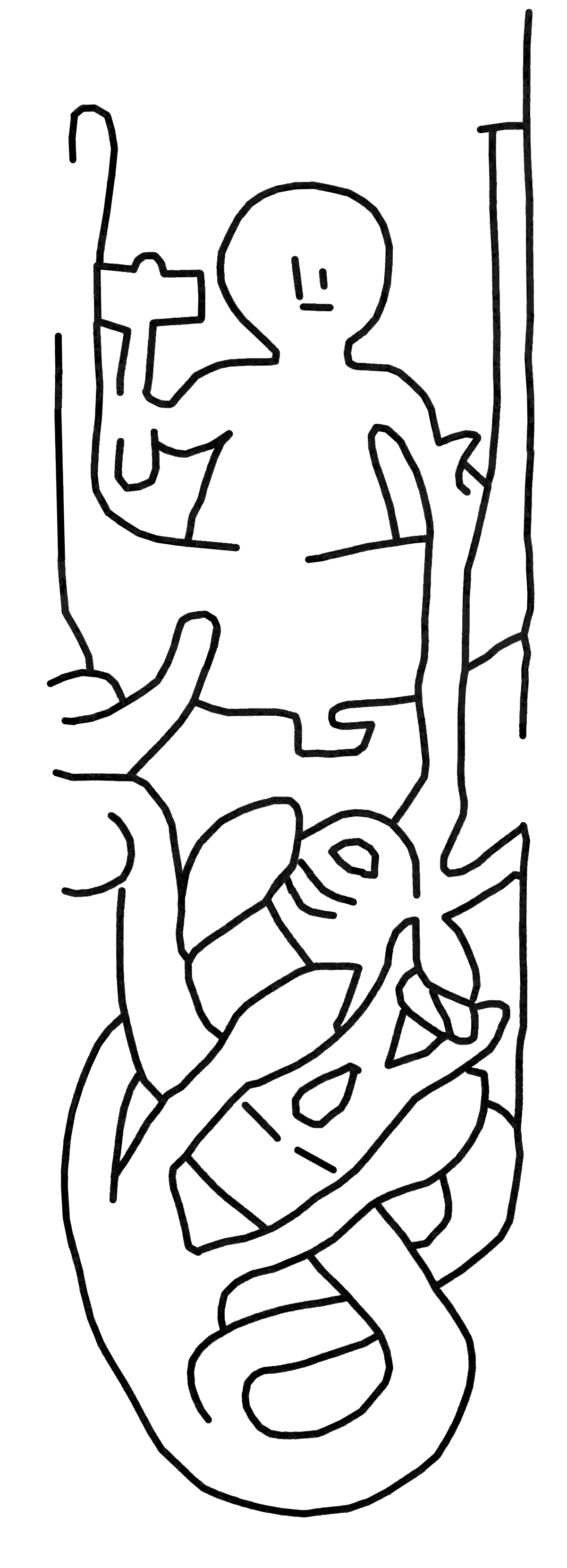
Tors fiske på Runinskrift U 1161 (kalkering).
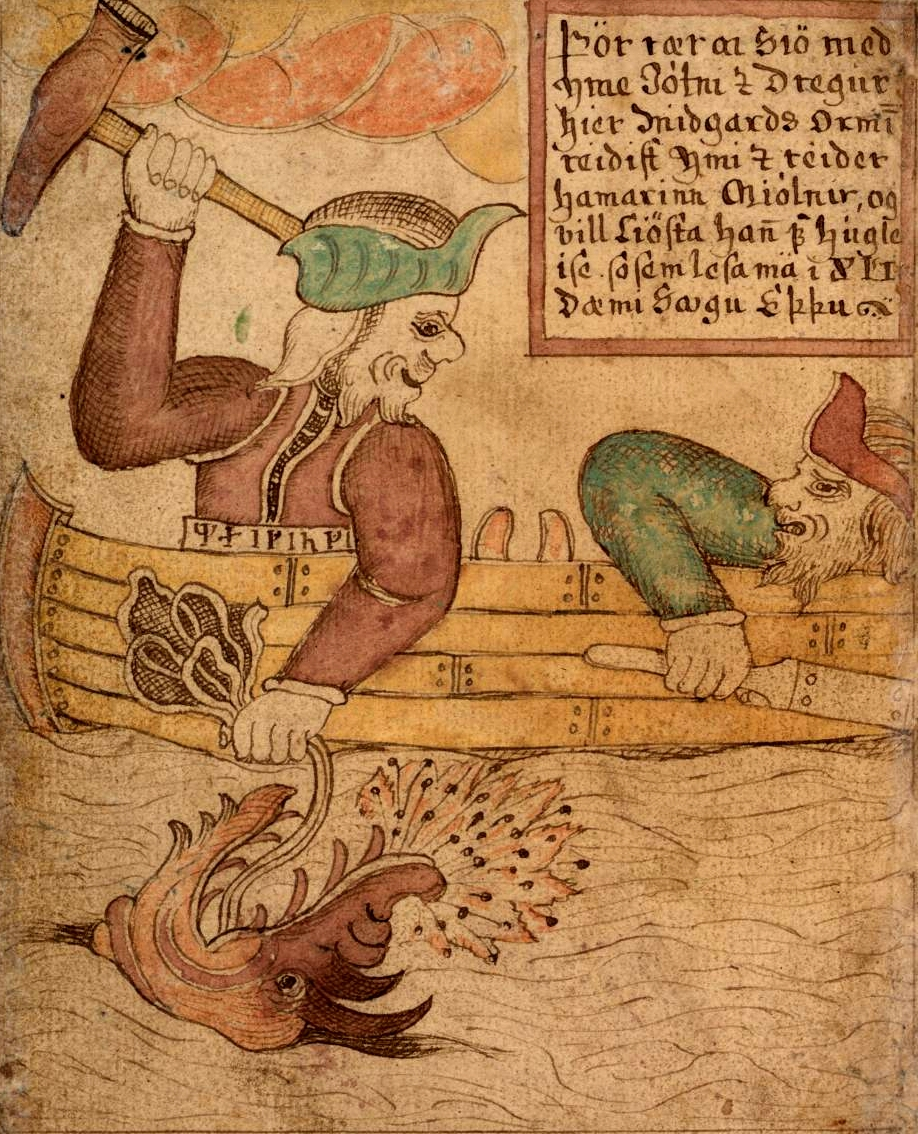
Tors möte med Midgårdsormen då han sitter i Hymers eka från ett isländskt 1700-talsmanuskript.
Tors kamp med Midgårdsormen av Kim Diaz Holm.

#### Ragnarök

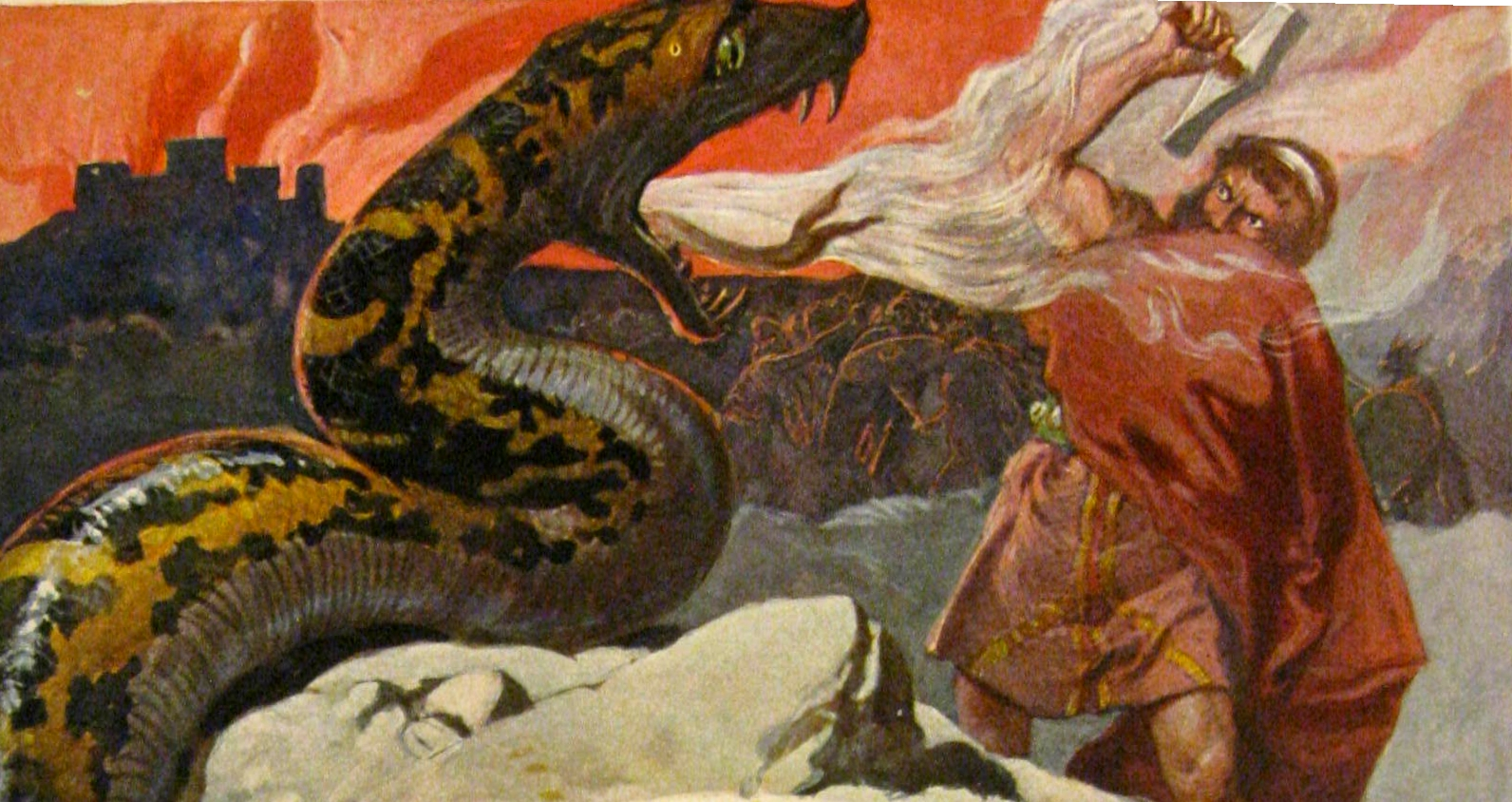
Konstnärlig skildring av Tor som slåss mot Midgårdsormen under Ragnarök.

Den tredje gången Midgårdsormen sammandrabbas med Tor äger rum under den förutspådda slutstriden vid Ragnarök. Under striden dödar Tor Midgårdsormen, men hinner inte gå mer än nio steg förrän han dör, förgiftad av ormens etter.

## Konstverk
- Tors kamp med Midgårdsormen av Johann Heinrich Füssli: 1790